# Kastanjegumpad busktyrann
Kastanjegumpad busktyrann (Neoxolmis rufiventris) är en fågel i familjen tyranner inom ordningen tättingar.

## Utseende
Kastanjegumpad busktyrann är en trastliknande tyrann. Ansiktet är grått, buken ljust roströd och på vingen syns en frostig vingpanel. I flykten syns breda vita vingbakkanter som kontrasterar med en roströd fläck mitt på vingen.

## Utbredning och systematik
Fågelns häckningsområde är sydligaste Argentina och Chile. Den övervintrar från mellersta Argentina till sydöstligaste Brasilien. Den behandlas som monotypisk, det vill säga att den inte delas in i några underarter.

## Släktestillhörighet
Tidigare placerades fågeln som ensam art Neoxolmis. Genetiska studier visar dock att den står nära merparten av arterna i Xolmis. Dessa har därför flyttats över till Neoxolmis.

## Levnadssätt
Kastanjegumpad busktyrann hittas i öppna och vindutsatta områden, framför allt i öppen buskstäpp med fläckar av gräs och grästuvor. Där ses den vanligen enstaka eller i par, sittande på staketstolpar eller flygande lågt över marken.

## Status
Arten har ett stort utbredningsområde och internationella naturvårdsunionen IUCN kategoriserar arten som livskraftig. Beståndsutvecklingen är dock oklar.